# Мёльсон
Мёльсо́н (фр. Meulson) — коммуна во Франции, находится в регионе Бургундия. Департамент коммуны — Кот-д’Ор. Входит в состав кантона Энье-ле-Дюк. Округ коммуны — Монбар.
Код INSEE коммуны — 21410.

## Население
Население коммуны на 2010 год составляло 38 человек.
| 1962 | 1968 | 1975 | 1982 | 1990 | 1999 | 2010 |
| ---- | ---- | ---- | ---- | ---- | ---- | ---- |
| 63   | 68   | 53   | 39   | 44   | 37   | 38   |

## Экономика
В 2010 году среди 19 человек трудоспособного возраста (15—64 лет) 18 были экономически активными, 1 — неактивными (показатель активности — 94,7 %, в 1999 году было 76,2 %). Из 18 активных жителей работали 14 человек (9 мужчин и 5 женщин), безработных было 4 (2 мужчин и 2 женщины). Среди 1 неактивного 0 человек были учениками или студентами, 1 — пенсионером, 0 были неактивными по другим причинам.